# Jungle City Studios

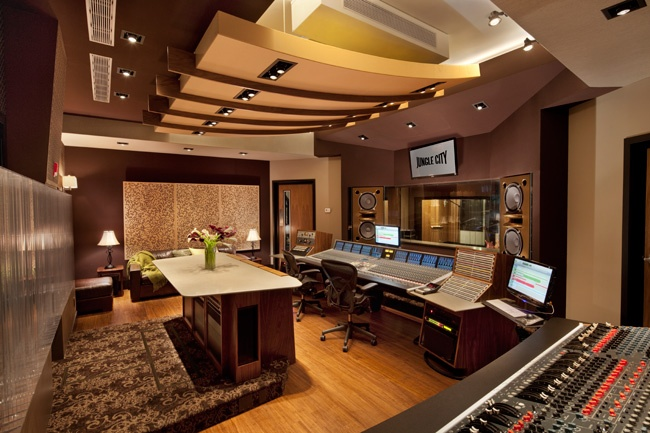
Jungle City Studios

Jungle City Studios là một phòng thu được sở hữu và điều khiển bởi Ann Mincieli, một kỹ sư và điều hợp viên lâu dài của Alicia Keys. Đặt tại Thành phố New York, phòng thu được thiết kế bởi John Storyk từ Walters-Storyk Design Group.

## Dự án thực hiện tại Jungle City Studios
- Beyoncé – 4 (2011)[3]
- Professor Green – At Your Inconvenience (2011)[3]
- Cher Lloyd – Sticks and Stones (2011)[3]
- Rihanna – Talk That Talk (2011)[3]
- Emeli Sandé – Our Version of Events (2012)[3]
- fun. – Some Nights (2012)[4]
- Rick Ross – God Forgives, I Don't (2012)[3]
- DJ Khaled – Kiss the Ring (2012)[3]
- Alicia Keys – Girl on Fire (2012)[3]
- Justin Timberlake – The 20/20 Experience (2013)[5]
- Depeche Mode – Delta Machine (2013)[3]
- Kelly Rowland – Talk a Good Game (2013)[3]
- Robin Thicke – Blurred Lines (2013)[3]
- Nas – Life Is Good (2012)[3]
- Justin Timberlake – The 20/20 Experience – 2 of 2 (2013)[3]
- Jay-Z - Magna Carta Holy Grail (2013)
- Pusha T – My Name Is My Name (2013)[3]
- M.I.A. – Matangi (2013)[3]
- Beyoncé – Beyoncé (2013)[6]
- Pharrell Williams – Girl (2014)[3]
- Iggy Azalea – The New Classic (2014)[3]
- Mariah Carey – Me. I Am Mariah... The Elusive Chanteuse (2014)[3]
- Irma – Faces (2014)[3]
- Jon Bellion - The Definition (2014)
- Ed Sheeran – x (2014)[3]
- Michael Jackson – "A Place with No Name" (2014)[3]
- Nicki Minaj – The Pinkprint (2014)[3]
- Taylor Swift – 1989 (2014)[7]